# Förminskningsstråle
En förminskningsstråle är en fiktiv teknik med vilken man kan förminska föremål och levande varelser genom att energi används för att reducera den fysiska materian. De förekommer i vissa science fiction-berättelser.

## I fiktiva berättelser
- I filmen Den fantastiska resan från 1966 används där förminskningstekniken till möjligt att ta sig in människokroppen.
- I avsnittet "The Big Break-In" i 1987 års Turtlesserie, använder Krang en fjärrstyrd apparat med förminskningsståle som krymper ner USA:s armés baser, för att på så vis hindra dem från att attackera Teknodromen.[1] I avsnittet "Funny, They Shrunk Michelangelo" i samma TV-serie använder kapten Talbot Breech en förminskningsstråle för att krympa fartyg ur USA:s flotta och stoppa dem i flaskor som hämnd mot dem som nekade honom karriär vid amerikanska flottans högskola.[2] I samma serie använder sig Shredder i avsnittet "Poor Little Rich Turtle" av en förminskningsserie för att förminska flickan Buffy Shellhammer, som trots sin unga ålder verkar som företagare, för att på så vis tvinga henne att avslöja en raketbränsle-formel som hennes farfar/morfar gav henne på dödsbädden.[3]

### Fotnoter
1. ↑  ”The Big Break-In” (på engelska). TV.com. 21 november 1989. Arkiverad från originalet den 6 oktober 2014. https://web.archive.org/web/20141006080322/http://www.tv.com/shows/teenage-mutant-ninja-turtles-1987/the-big-break-in-2-70699/. Läst 2 oktober 2014.
2. ↑  ”Funny, They Shrunk Michaelangelo” (på engelska). TV.com. 13 oktober 1990. Arkiverad från originalet den 6 oktober 2014. https://web.archive.org/web/20141006133040/http://www.tv.com/shows/teenage-mutant-ninja-turtles-1987/funny-they-shrunk-michaelangelo-73503/. Läst 2 oktober 2014.
3. ↑  ”Poor Little Rich Turtle” (på engelska). TV.com. 10 november 1990. Arkiverad från originalet den 6 oktober 2014. https://web.archive.org/web/20141006123712/http://www.tv.com/shows/teenage-mutant-ninja-turtles-1987/poor-little-rich-turtle-73508/. Läst 2 oktober 2014.